# 聯合-1號火箭

## 概說
俄羅斯在聯合-1號火箭之前有重運量的「質子」號，中-重運量的「天頂」號、中運量的「聯合」號，唯獨缺乏新型輕運量火箭。
而舊型的輕運量火箭如「宇宙」號或「第聂伯」號均已退役或停產，目前僅能依靠少數剩餘的除役洲際飛彈改裝的運載火箭擔任輕型運載火箭的角色。
因為還有大量小型低軌道衛星的發射需求，例如偵查衛星、科學觀測衛星等。基於成本考量不可能用重型、中型火箭扮演這個角色，於是聯合-1號應運而生。

### 由來
聯合-1號（俄语：Союз 1，Union 1），又称联盟-2.1v（俄语：Союз 2.1，Union 2.1）。聯合-1號是目前俄羅斯正在研發的新型兩節式「單次使用太空火箭系統」（發射後零組件均不回收再利用）。聯合-1號官方又稱為聯合-2.1v型。是基於新款的聯合-2.1b型火箭依任務需求再衍生而來。
而聯合-2號火箭系列則是俄國歷史悠久的R-7火箭家族的最新成員。

### 結構
聯合-1號是由新型的聯合-2.1b號發展而來，最大的改變就是去除了「聯合」系列最為人所熟知的四個喇叭狀助推火箭(使用RD-117推進器)，只保留了火箭核心段的。
因為少了助推火箭的推力，只單靠原本第一級(下段)的RD-118推進器將無法產生足夠的推力，因此將RD-118型更換為推力強大的NK-33型推進器。而第二級火箭(上段)仍沿用原本聯合-2.1b的結構。
NK-33與RD-118以及第二級火箭使用的RD-0124推進器均使用液態氧/煤油燃料LOX/RP-1。

### 運載能力
此型火箭可以在俄羅斯使用的拜科努爾發射場（哈薩克共和國境內）、或普列謝茨克發射場（莫斯科北方）發射。
如從拜科努爾發射，可攜帶最大2,850公斤的酬載進入高度200公里、傾角56.8度的近地軌道。從普列謝茨克發射則可攜帶2,800公斤的酬載進入高度200公里、傾角62.8度的近地軌道。

### 2011巴黎航空展所展出的聯合-1號模型(聯合-2.1v型)

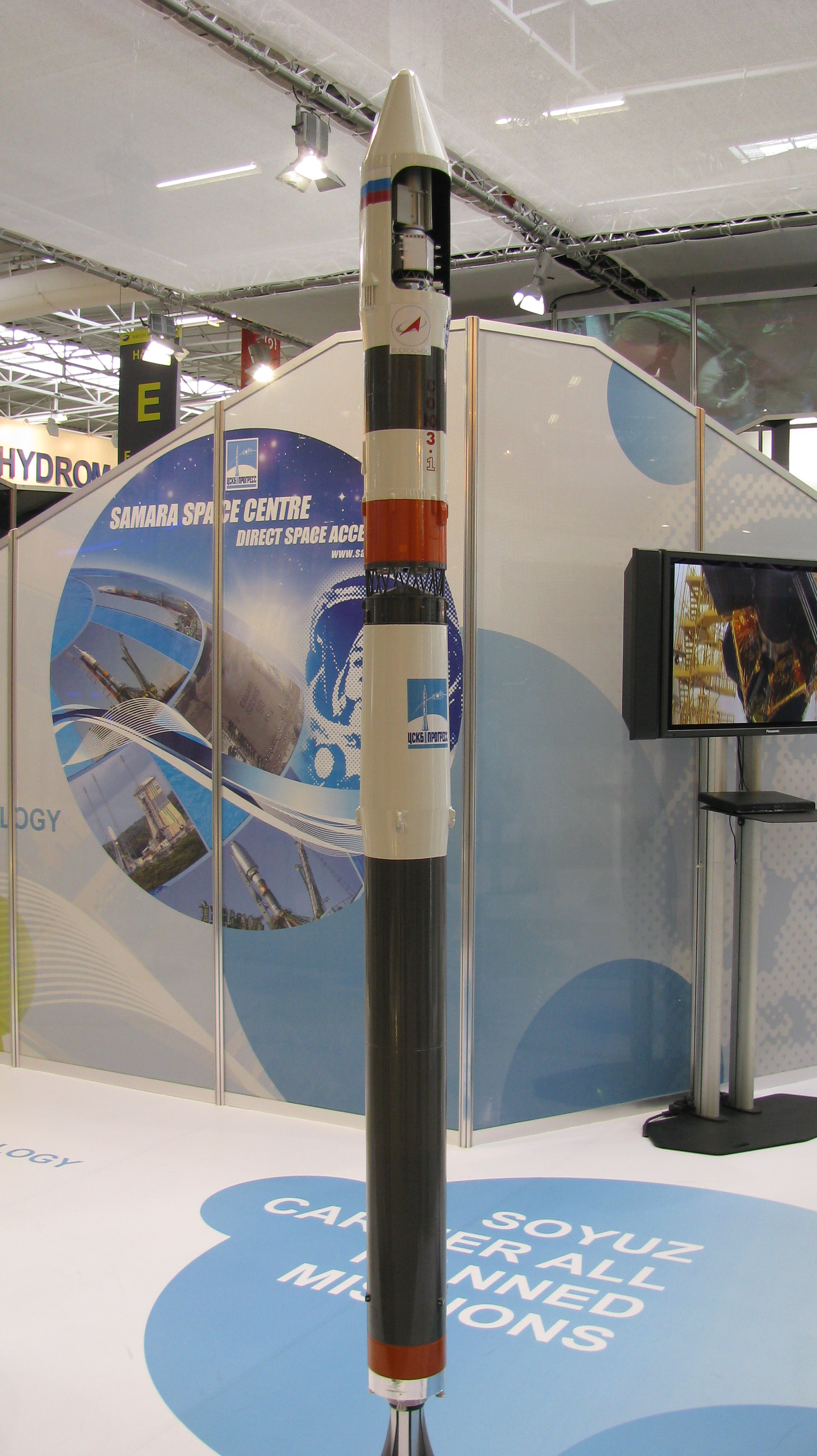
火箭總體模型.
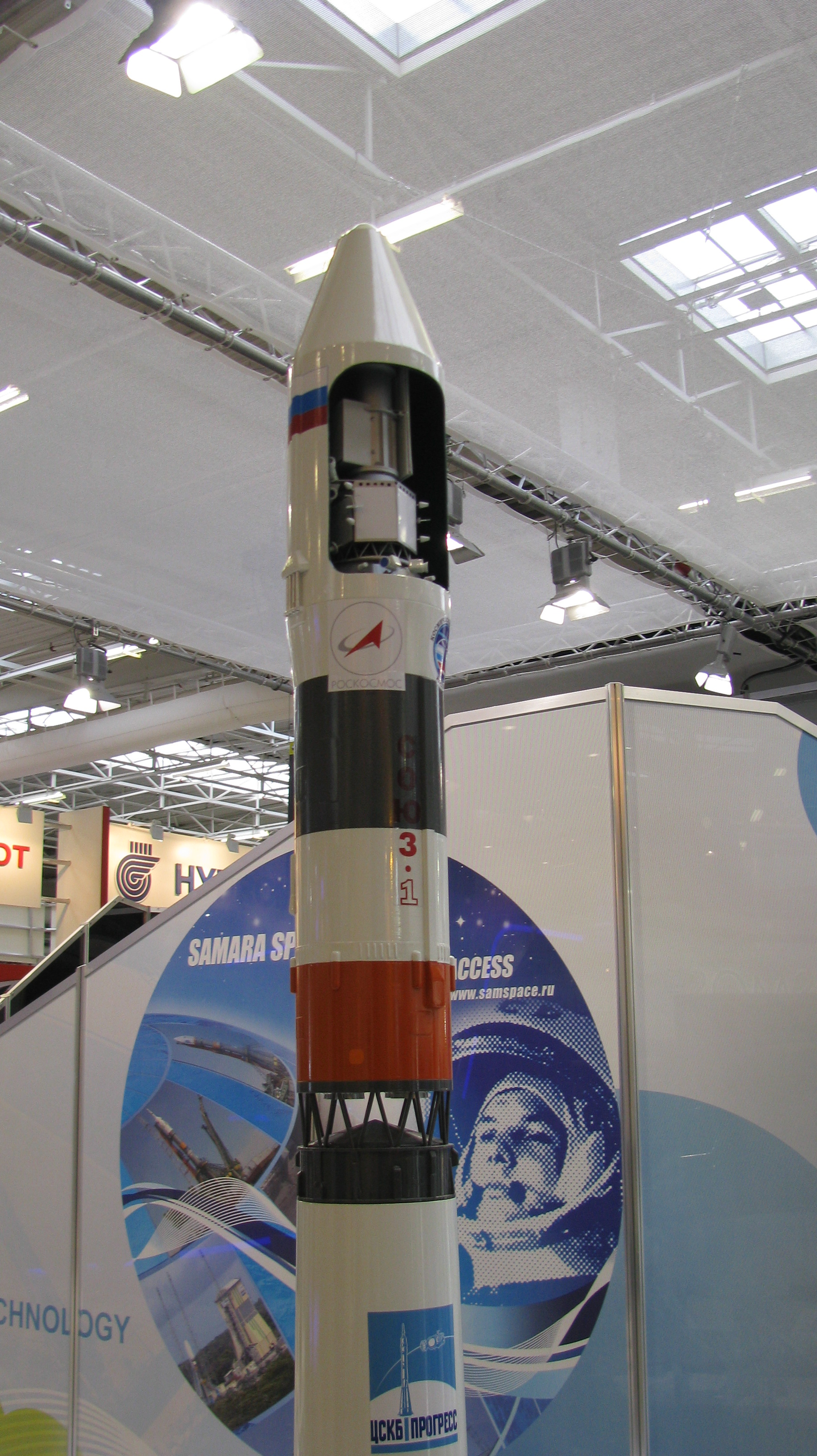
第二節火箭特寫.
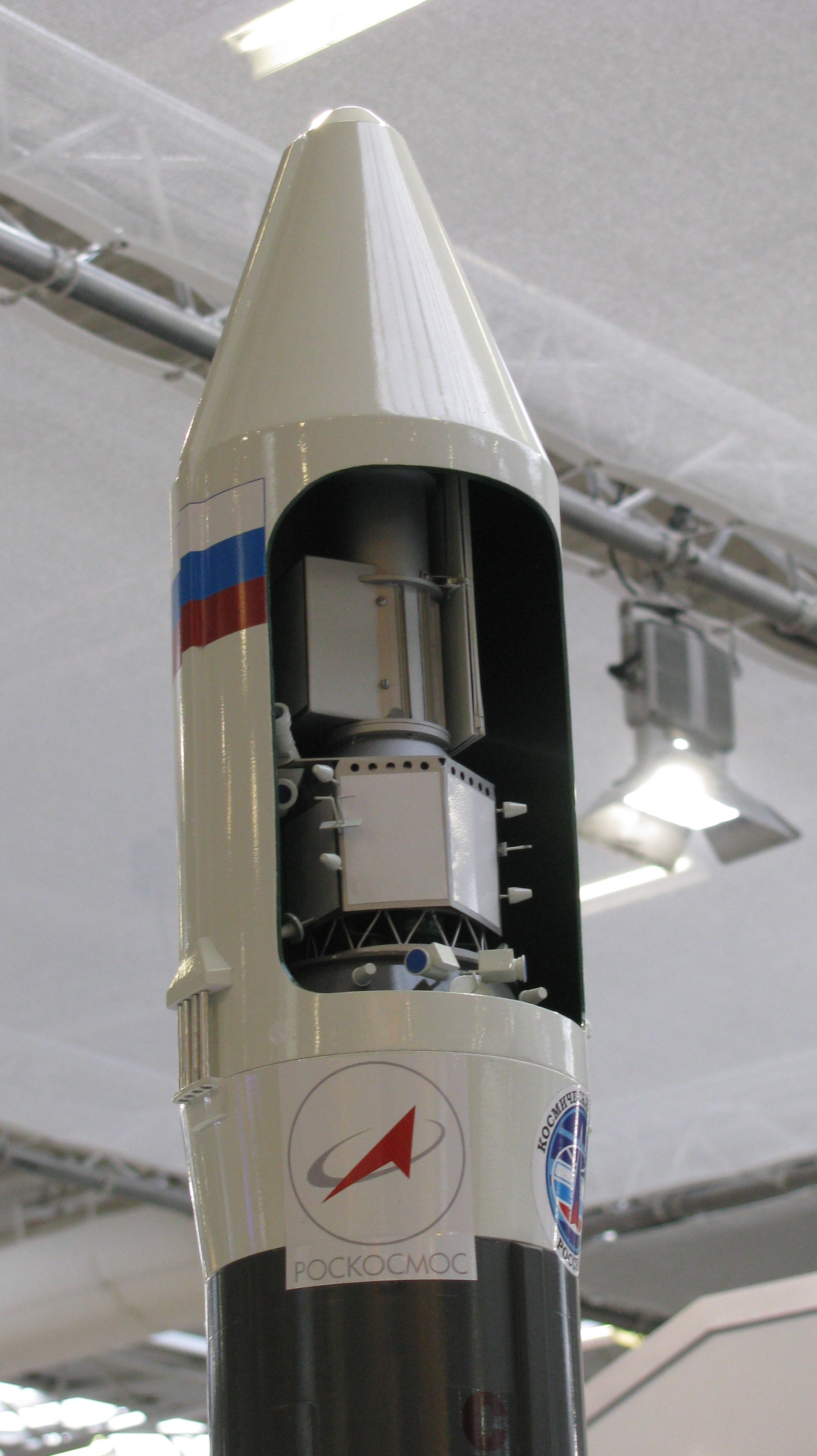
酬載艙段特寫.